# Chirita pinnatifida
Chirita pinnatifida är en tvåhjärtbladig växtart som först beskrevs av Hand.-mazz., och fick sitt nu gällande namn av Brian Laurence Burtt. Chirita pinnatifida ingår i släktet Chirita och familjen Gesneriaceae. Inga underarter finns listade i Catalogue of Life.